# إيكومي هياما
إيكومي هياما (باليابانية: 葉山 いくみ) مواليد 17 نوفمبر 1984 في طوكيو، اليابان، هي مؤدية أصوات يابانية.

## الأعمال

### أنمي
- فايري تايل
- ستاينز؛غيت
- هجوم العمالقة
- جويل بت توينكل
- وتش كرافت ووركس

## وصلات خارجية
- إيكومي هياما على موقع IMDb (الإنجليزية)
- إيكومي هياما على موقع ميوزك برينز (الإنجليزية)
- إيكومي هياما على موقع قاعدة بيانات الفيلم (الإنجليزية)
- إيكومي هياما على موقع كينوبويسك (الروسية)
- إيكومي هياما على موقع ANN person (الإنجليزية)